# Pietro Cattani
Pietro Cattani, Piotr Cattani (zm. 10 marca 1221) – kanonik asyski, pierwszy generał franciszkanów.
Pochodził z Asyżu w Umbrii. Był najpierw kanonikiem katedralnym u św. Rufina w Asyżu. Za przykładem Bernarda z Quintavalle rozdał swoje mienie i przystał do św. Franciszka z Asyżu. W roku 1219 brał udział w wyprawie misyjnej do Syrii i na Bliski Wschód. W roku 1220 został mianowany przez Franciszka swoim następcą, tzw. wikariuszem. Wiązało się to praktycznie z pełnieniem funkcji generała. Pełniąc urząd rozwinął działalność charytatywną w klasztorze Matki Bożej Anielskiej – kolebce zakonu franciszkańskiego. Po śmierci, w roku 1221 relikwie jego otoczone były wielką czcią wiernych. Nigdy nie został oficjalnie ogłoszony świętym.
Fakty z życia Pietro Cattaniego opisuje m.in. Tomasz z Celano w swoich Życiorysie pierwszym i Życiorysie drugim św. Franciszka z Asyżu oraz Giacomo Oddi (La franceschina), Mariano da Firenze (Compendium), Luca Wadding (Annales).